# Oruno Lara
Oruno Lara (1879 – 1924) foi um poeta, autor e historiador guadalupense, não confundir com seu neto Dr. Oruno D. Lara, também historiador. Chefe da revista Guadalupe Littéraire de Pointe-à-Pitre, chegou à França em 1914 com a esperança de desenvolver ainda mais seu projeto de uma revista literária e política. Ele logo foi envolvido na Primeira Guerra Mundial até 1919 e após traumas causados pela inalação de gases usados durante a guerra, ele se inspirou para se tornar um historiador. Após seu retorno da guerra, ele publicou uma história de Guadalupe, um texto que foi usado para ensinar várias gerações de crianças em idade escolar de Guadalupe. Em 1919, fundou o mensal Le Monde Colonial (O Mundo Colonial) que ecoou as denúncias de WEB Dubois e do primeiro Congresso Pan-Africano sobre o racismo inerente ao colonialismo europeu. Em 1923, ele escreveu o romance Question de Couleurs: Blanches et Noirs, Roman de Moeurs (ou seja, Uma questao de cores: brancos e negros, um romance)

## Carreira como tipógrafo e impressor
Nascido em Guadalupe, Oruno Lara trabalhou desde os 11 anos como aprendiz de tipógrafo na gráfica do jornal La Vérité, fundado em 1888. Ele foi então contratado como tipógrafo no Courrier de la Guadeloupe e no La République em 1900. Tornou-se editor do O Independente de Pointe-à-Pitre (1901) e dos jornais A Democracia, A Verdade, A Emancipação e A Novelista, fundado por seu irmão Hildevert-Adolphe em 1909. Seu irmão Augereau fundou L'Homme Enchaîné (também conhecido como The Chained Man ) e L'Action.
Oruno Lara acabou criando a revista Guadeloupe Literária, publicando a obra de poetas locais.

## Legado como historiador
Lara foi o primeiro historiador de Guadalupe a romper com a historiografia dominante dos plantadores e administradores coloniais franceses, observando a totalidade das influências em Guadalupe, além apenas da narrativa colonialista francesa. Ele também foi o primeiro a se esforçar para transmitir essa história às crianças de Guadalupe, contra grandes probabilidades. Ele escreveu no prefácio de seu livro de 1921 Guadalupe física, econômica, agrícola, comercial, financeira, política e social: da descoberta aos nossos dias(1492-1900)
"É realmente o trabalho de um de nós escrever nossa própria história; e quando nascidos de ontem parecemos não ter passado nem identidade oficial, cabe a um de nós construir um passado mais bonito... A ignorância de ontem é uma grande fraqueza."
Seu Guadalupe: da descoberta aos nossos dias la Découverte à Nos Jours foi o primeiro livro de história sobre Guadalupe escrito por um não-branco.

## Estilo de escrita e consciência racial
Apesar de imitar o estilo de escrita dos escritores crioulos brancos de sua Guadalupe natal, Lara é considerado um dos primeiros autores não-brancos de Guadalupe a afirmar a consciência negra ou mulata e a escrever sobre raça, tensão racial e colorismo.

## Antepassados, irmãos e cônjuge
O pai de Oruno Lara, Moïse Lara, foi escravo até 1843. A mãe de Moïse, Bertilde, foi escrava até 1848. Moïse Lara foi libertado da escravidão aos 21 anos em 1843, quando era cozinheiro. Moïse Lara mudou-se então para Pointe-à-Pitre, onde trabalhou como carpinteiro enquanto colaborava para a criação do jornal Le Progrès em 1849. Nesse mesmo ano participou de manifestações contra a campanha eleitoral para a Assembleia Legislativa do candidato Bissette que era aliado dos fazendeiros franceses da Martinica. Moïse escreveu uma carta ao Progrès registrando sua desaprovação.
Nascido em 1822, Moïse Lara trabalhou arduamente para deixar aos filhos extensa documentação de acontecimentos que presenciou, além de suas condenações. Moïse casou-se com a mãe de Oruno, Amélie Pédurand, em 1879. Eles tiveram quatro filhos: Hildevert-Adolphe (1876), Oruno (1879), Augereau e Ferlande. Amélie nasceu em 1848, filha de uma mulata de Grands Fonds em Sainte-Anne, Guadalupe, que morreu de cólera em 1865. Ela costumava contar histórias da época das manifestações e agitação política de seu marido Moïse contra a escravidão e a ordem colonial. Oruno tinha outro irmão, o primeiro filho de Moïse, Sully Lara, que escreveu romances e ensaios.
Esse legado provavelmente motivou a publicação de Oruno Lara de seu livro sobre a história de Guadalupe em 1921, que ele publicou com a ajuda de sua esposa - professora e poetisa Agathe Réache - contra grandes probabilidades: desemprego, arquivos distantes na Europa, guerra e doença.

### Origem do nome Lara
O pai de Oruno Lara, Moïse, adotou o nome Lara depois que ele foi emancipado da escravidão. Oruno D. Lara escreveu que o nome provavelmente foi inspirado pelo fato de os ancestrais de Moïse serem da Venezuela.

## Herdeiros
O neto de Oruno Lara, Oruno D. Lara, um prolífico historiador, nasceu após sua morte.
Outro neto, Christian Lara, é um notável cineasta.
O bisneto de Oruna Lara é Kernan Heinz, em homenagem a um conhecido historiador espanhol chamado Hernán Cortés.

## Livros publicados
- Lara, Oruno (1921), La Guadeloupe physique, économique, agricole, commerciale, financière, politique et sociale de la découverte à nos jours (1492–1900).[4]
- Lara, Oruno (1923), Question de Couleurs: Blanches et Noirs. Roman de Moeurs.[1]